# Виско
Вѝско (на италиански: Visco; на фриулски: Visc, Виск) е село и община в Северна Италия, провинция Удине, автономен регион Фриули-Венеция Джулия. Разположено е на 27 m надморска височина. Населението на общината е 786 души (към 2010 г.).